# Método FRIENDS
O Método FRIENDS é um método (conjunto de atividades práticas e exercícios) de resiliência desenvolvidos pela Professora Paula Barrett. O método visa aumentar as habilidades sociais e emocionais, promover a resiliência e prevenir a ansiedade e a depressão ao longo da vida. Como um protocolo de prevenção, o FRIENDS foi apontado como “um dos métodos com suporte mais robusto para distúrbios internalizantes”, com “uma série de ensaios clínicos randomizados tipo 1 em larga escala em todo o mundo” demonstrando sua eficácia (  ). O método FRIENDS é reconhecido pela Organização Mundial da Saúde como um método eficaz de prevenção baseado em evidências. 
O método FRIENDS incorpora estratégias fisiológicas, cognitivas e comportamentais para ajudar crianças, jovens e adultos a lidar com o estresse e a preocupação.  Estudos demonstraram a eficácia do método FRIENDS no tratamento de problemas de saúde mental, como TOC, ansiedade, depressão, autismo e estresse em crianças,  adolescentes,  adultos e idosos.   Além disso, estudos também mostraram que fatores de proteção como autoestima, autoconceito, habilidades de enfrentamento, esperança e apoio social são aprimorados no programa.        O protocolo FRIENDS foi desenvolvido para ser aplicado em ambientes clínicos e educacionais por professores, psicólogos e outros profissionais de saúde.  O método FRIENDS continuam a ser pesquisados e desenvolvidos pela autora, Professora Paula Barrett, em Queensland, Austrália, bem como por uma série de pesquisadores em todo o mundo, incluindo o Professor Paul Stallard, a Professora Elisabeth Utens e o Professor Bente Storm Haugland, entre outros.

## História
O método FRIENDS foi desenvolvido pela Professora Paula Barrett . Baseado em técnicas cognitivo-comportamentais, e considerado de alto padrão para tratamento e prevenção de ansiedade e depressão, o protocolo foi originalmente desenvolvido para a intervenção precoce e prevenção da ansiedade.   Ao contrário de outros protocolos de ansiedade da época, como Coping Cat de Phillip C. Kendall, o método FRIENDS utiliza um formato de grupo e pode ser usado na prevenção, intervenção precoce ou durante a abordagem de um tratamento. 
Em 1999, outras pesquisas foram realizadas, as quais levaram à produção de uma terceira edição do método FRIENDS, voltado para crianças, a qual incorporou o feedback da pesquisa para adaptar o programa para ser mais amigável aos professores. Mais pesquisas e desenvolvimento, de 2000 em diante, causaram melhorias iterativas para o método FRIENDS para torná-lo o que é hoje.
Em resposta às devastadoras enchentes de Queensland em 2010/2011, a professora Paula Barrett desenvolveu o Programa Resiliência para a Vida de Adultos (Adult Resilience for Life Program). Este programa foi concebido para ajudar os adultos a lidar com perdas e estresse extremo, que prevalecem após desastres naturais. O Programa de Resiliência para Adultos também foi lançado para as vítimas do terremoto de Christchurch em 2011, buscando ajudar essa população a lidar com a perda de propriedades e entes queridos.
O Programa de Resiliência para Adultos para a Vida (The Adult Resilience for Life Program) foi posteriormente desenvolvido no novo Programa de Resiliência para Adultos Forte e Não Duro (Adult Resilience Strong Not Tough Program) em 2012. Este programa é executado em formato de dois dias e ensina estratégias de enfrentamento e técnicas de relaxamento para adultos e idosos. 

## Formato
O método FRIENDS foi adaptado para quatro programas baseados nas fases de desenvolvimento:
- AMIGOS Divertidos (Fun FRIENDS) (4 – 7 anos) [20]
- AMIGOS para toda a vida (FRIENDS for life) (8 – 11 anos) [21]
- Meus AMIGOS Jovens (My Friends Youth) (12 – 15 anos) [22]
- Resiliência de Adultos para a Vida (Adult Resilience for Life) (16 anos ou mais)

O método é normalmente desenvolvido em 10 sessões, com duas sessões de reforço, geralmente de 60 a 75 minutos. O método é, no entanto, flexível em diferentes configurações, desde que a sequência, a estrutura e os tópicos sejam respeitados. Duas sessões informativas, com duração entre 90 a 120 minutos são conduzidas com pais, cuidadores e educadores para fornecer estratégias para aumentar a resiliência em casa, reforçar as estratégias do método e ensinar técnicas de gerenciamento de comportamento.

## Objetivos específicos
- Aumentar a capacidade do participante de reconhecer e regular as próprias emoções, pensamentos e comportamentos
- Desenvolver as habilidades do participante em assumir a perspectiva e ter empatia com os outros
- Melhorar as competências de estabelecer e manter relacionamentos saudáveis e gratificantes
- Fornecer estratégias para fazer escolhas construtivas e respeitosas sobre comportamento pessoal e interações sociais
- Aumentar a resiliência do participante não apenas para superar as adversidades, mas também para aproveitar os desafios futuros positivos
- Desenvolver habilidades para prevenir e tratar problemas de saúde mental

## Conteúdo
O método FRIENDS baseia-se em intervenções fundamentadas em abordagens cognitivo-comportamentais, de aceitação e compromisso e de psicologia positiva. As habilidades abordadas nos programas mais jovens são representadas nas letras do acrônimo FRIENDS, enquanto o programa adulto utiliza o acrônimo LIFE. Todos os programas do método FRIENDS se sobrepõem em conteúdo; no entanto, eles diferem no método de entrega de habilidades com cada programa usando atividades apropriadas ao desenvolvimento. Especificamente, enquanto programas mais jovens, como Fun FRIENDS e FRIENDS for Life, incentivam mais técnicas baseadas em brincadeiras, incluindo fantoches, livros de histórias e atividades para colorir, os programas My FRIENDS Youth and Adult Resilience utilizam dramatizações, discussões em grupo e atividades escritas.
No geral, o conteúdo é o seguinte:
- F = Sentimentos (Feelings): Esta etapa concentra-se em desenvolver as habilidades dos participantes para reconhecer e responder aos seus próprios sentimentos, bem como os sentimentos dos outros. Ao longo desta fase, há uma ênfase na aceitação dos sentimentos e na escolha de comportamentos de enfrentamento positivos.
- R = Lembre-se de Relaxar, Ter Tempo de Silêncio (Remember to Relax, Have Quiet Time): A segunda etapa do método envolve aprender sobre os sinais fisiológicos das emoções. Ao reconhecer essas pistas corporais, os participantes conseguem administrar melhor seus sentimentos quando eles são de menor intensidade e mais fáceis de regular. Esta etapa também treina os participantes em estratégias para relaxar, incluindo respiração diafragmática, relaxamento muscular progressivo, massagem e imagens de relaxamento. Programas para adolescentes e adultos também utilizam estratégias de mindfulness nesta fase.
- I = Posso dar o meu melhor (Pensamentos Internos Úteis) (I can try my best): No terceiro estágio, os participantes são apresentados ao treinamento de atenção e ao modelo cognitivo. Atenção e conscientização foram recentemente identificados como fatores-chave na manutenção dos ganhos de programas baseados em evidências. O treinamento de atenção encoraja os participantes a praticar a consciência no momento presente e focar em coisas positivas em nosso ambiente. Tanto a sintomatologia ansiosa quanto a depressiva normalmente envolvem avaliações negativas sobre si mesmo, os outros e o mundo. A reestruturação cognitiva encoraja os participantes a identificar estilos de pensamento inúteis e desafiar esses pensamentos para ter pensamentos mais úteis, sentimentos mais agradáveis e comportamento mais proativo.
- E = Explorar soluções e planos de etapas de enfrentamento (Explore solutions and Coping Step Plans): A quarta etapa do programa difere muito entre as etapas mais jovens e mais velhas dos programas. No geral, este estágio se concentra no aprendizado de habilidades de enfrentamento e planos para superar situações desafiadoras, incluindo planos de etapas de enfrentamento, planos de resolução de problemas, habilidades de amizade, construção de confiança, resolução de conflitos, modelos e equipes de apoio. Superar situações desafiadoras pode ser uma tarefa assustadora, os Planos de Resolução de Problemas e os Planos de Etapas de Enfrentamento ajudam os participantes a escolherem um curso de ação por meio de soluções de brainstorming, avaliando as possíveis consequências de suas ações, dividindo metas em etapas menores e revisando os resultados de suas escolhas. Os planos de etapas de enfrentamento também são utilizados para treinamento de exposição, para ajudar os participantes a quebrar o ciclo de ansiedade e evitação para superar medos, bem como gerenciamento de tempo, o que é especialmente útil para adolescentes. As habilidades de amizade diferem entre os níveis de desenvolvimento do programa, desde compartilhar, ajudar e ouvir em grupos de idade mais jovem até navegar em amizades cibernéticas em grupos mais velhos. Modelos de função e equipes de suporte são discutidos como aqueles que podem apoiar, orientar ou inspirar os participantes durante situações desafiadoras. Resolução de Conflitos ensina habilidades para diferenciar estilos de conflito (passivo, assertivo, agressivo) e como alcançar melhores resultados assertivos.
- N = Agora recompense-se (Now reward yourself): Esta etapa envolve ensinar aos participantes a importância da autorecompensa. As atividades destacam a importância de nos recompensarmos por nossos esforços, e não pelos resultados. Recompensas interpessoais são incentivadas, como tempo e atividades com a família e/ou amigos, em vez de presentes, comida, eletrônicos ou recompensas monetárias.
- D = Faça isso todos os dias (Do it every day): As habilidades são mais eficazes quando praticadas todos os dias. Esta carta do método FRIENDS é para encorajar os participantes a continuar usando as habilidades após a conclusão do programa.
- • S = Sorria! (Smile!) Fique calmo e converse com as equipes de apoio: A etapa final do programa é a fase de prevenção de recaídas. Os participantes desenvolvem um conhecimento mais aplicado do programa usando as habilidades em conjunto. A identificação de desafios futuros e o planejamento de estratégias para superá-los é um resultado-chave da aprendizagem. Os programas mais antigos também incorporam o ensino aos participantes sobre como retribuir à sua comunidade e os efeitos de uma vida saudável/não saudável (por exemplo, exercícios, dieta, substâncias, sono) no desenvolvimento do cérebro e na saúde mental.

## Uso na prevenção
Os estudos sobre a eficácia do método FRIENDS na prevenção da ansiedade em crianças de 9 a 10 anos de idade tiveram resultados mistos.  

## Traduções e Uso Internacional
O método FRIENDS é usado atualmente nos seguintes países:  Austrália, Nova Zelândia, Hong Kong, Japão, Canadá,  México, Peru, Brasil, Portugal, Reino Unido, República da Irlanda, Finlândia, Noruega, Holanda e Cingapura .
Embora escrito originalmente em inglês, o método FRIENDS já foi traduzido para russo, árabe, finlandês, português, holandês, japonês e espanhol .

## Autor
O método FRIENDS foi criado pela professora Paula Barrett, quem continua a desenvolver e administrar o método em seu consultório particular Pathways Health and Research Center, localizado em Brisbane, Austrália, bem como mundo afora. A professora Paula Barrett também continua supervisionando o treinamento de facilitadores e licenciados do método FRIENDS em todo o mundo.